# Hamburg Summit: China meets Europe
Der Hamburg Summit: China meets Europe ist eine alle zwei Jahre in Hamburg stattfindende, hochrangige Konferenz zu den europäisch-chinesischen Wirtschaftsbeziehungen. Der von der Handelskammer Hamburg erstmals 2004 durchgeführte „Hamburg Summit“ versteht sich als eine Plattform für den offenen Dialog zwischen Europa und China und soll der Verbesserung der Wirtschaftsbeziehungen dienen.

## Geschichte
In Gesprächen zwischen Altbundeskanzler Helmut Schmidt, Hamburger Bürgermeistern und der Handelskammer Hamburg entstand die Idee für den „Hamburg Summit: China meets Europe“, um den wirtschaftlichen und politischen Dialog zwischen Europa und China zu intensivieren und die wirtschaftlichen Beziehungen weiter voranzubringen. Hamburg als Veranstaltungsort für die Konferenz bot sich besonders durch die ausgeprägten Wirtschaftsbeziehungen der Hansestadt mit der Volksrepublik China an. Als Sitz von über 550 chinesischen Firmen ist Hamburg europaweit einer der bedeutendsten Standorte für chinesische Firmen, wobei neben hafenorientierten Unternehmen (COSCO, China Shipping) auch Niederlassungen chinesischer Industriekonzerne ihren Europasitz in Hamburg (Baosteel, Sinosteel) oder Shanghai Zhenhua Heavy Industries (ZPMC) haben. Mit der Bank of China und der Industrial and Commercial Bank of China (ICBC) sind auch zwei der größten chinesischen Banken mit Filialen in der Hansestadt vertreten. Daneben unterhalten gut 700 Hamburger Firmen Geschäftsbeziehungen mit China. Aber auch für Nord-, Mittel- und Osteuropa hat Hamburg eine zentrale Rolle im Chinaverkehr, denn für einen Großteil der Importe aus China ist Hamburg Transitstation und Verteilzentrum für den Weitertransport in die neuen EU-Beitrittsländer, aber auch nach Russland sowie West- und Südeuropa. So wird etwa ein Drittel des Containerverkehrs im Hamburger Hafen mit China abgewickelt.
2004
Der erste „Hamburg Summit“ fand 2004 statt. In Anwesenheit von Altbundeskanzler Helmut Schmidt diskutierten über 350 Entscheider aus Politik, Wirtschaft und Wissenschaft über den Stand der sino-europäischen Beziehungen. Ehrengast der Volksrepublik China war der damalige stv. Ministerpräsident Zeng Peiyan.
2006
Schon beim zweiten „Hamburg Summit“ war Wen Jiabao, Ministerpräsident der Volksrepublik China als Ehrengast anwesend, der die große Bedeutung des Treffens betonte. Weiterhin sprachen Singapurs Staatsgründer Lee Kuan Yew und die Altbundeskanzler Helmut Kohl und Helmut Schmidt.
2008
Der dritte „Hamburg Summit“ fand im Jahr 2008 nach der deutsch-chinesischen „Eiszeit“ statt, die aufgrund eines Treffens zwischen Bundeskanzlerin Angela Merkel und dem Dalai Lama im September 2007 zustande kam. Damit war der „Hamburg Summit“ im Herbst 2008 der erste Anlass für den Besuch eines hochrangigen chinesischen Politikers in Deutschland und damit die erste bedeutende Annäherung nach den Irritationen. Ehrengäste waren 2008 Frank-Walter Steinmeier, damaliger Außenminister und Vizekanzler, Zhang Dejiang, stv. Ministerpräsident der VR China, sowie der damalige EU-Kommissar László Kovács.
2010
Über 400 Teilnehmer kamen zum vierten „Hamburg Summit“, der inhaltlich stark unter dem Eindruck der gerade überwunden geglaubten Wirtschafts- und Finanzkrise und ihrer Auswirkung auf die sino-europäischen Wirtschaftsbeziehungen stand. Als politische Ehrengäste konnten der Generalsekretär des Staatsrates der Volksrepublik China, Ma Kai, der deutsche Außenminister und damalige Vizekanzler Guido Westerwelle, sowie der Vizepräsident der Europäischen Kommission und Wettbewerbskommissar, Joaquín Almunia, begrüßt werden.
2012
Der fünfte „Hamburg Summit“ fand vom 28. bis 30. November 2012 in der Handelskammer Hamburg statt. Zur Eröffnung des fünften „Hamburg Summit: China meets Europe“ erläuterten der chinesische Wissenschaftsminister Wan Gang, die damalige deutsche Forschungsministerin Annette Schavan sowie Georgios Papastamkos, Vizepräsident des Europäischen Parlaments, in Reden ihre Sicht auf die europäisch-chinesischen Wirtschaftsbeziehungen. In sechs Paneldiskussionen wurde über die Lage der Weltwirtschaft, die Handelsbeziehungen zwischen der EU und China, die Liberalisierung der chinesischen Währung, Smart Cities, Rohstoffsicherung sowie Strategien für Europa und China in einer multipolaren Welt diskutiert. Im Fokus aller Reden und Diskussionen stand aber die Auswirkungen des Machtwechsels in China und die Staatsschuldenkrise in Europa. Highlight für viele Teilnehmer war die Diskussion zwischen Altbundeskanzler Helmut Schmidt und dem früheren US-Außenminister Henry Kissinger, die über die Rolle Chinas, Europas und der USA im globalen Mächtegefüge diskutierten. Zum „Hamburg Summit“ 2012 hatten sich 440 Teilnehmer aus 21 Nationen und 200 Pressevertreter angemeldet.
2014
Der sechste „Hamburg Summit“ fand am 10. und 11. Oktober 2014 in der Handelskammer Hamburg statt. Als Ehrengäste nahmen der chinesische Premierminister Li Keqiang, der luxemburgische Premierminister Xavier Bettel, EU-Parlamentspräsident Martin Schulz, der damalige EU-Handelskommissar Karel De Gucht und Bundesaußenminister Frank-Walter Steinmeier teil. In seiner Abschlussrede betonte Premier Li, wie wichtig die Zusammenarbeit mit Europa für Chinas Umsetzung ihres Reformprogramms sei und setzte so entscheidende Impulse für die weitere bilaterale Zusammenarbeit. Neben den hochrangigen Ehrengästen nahmen insgesamt 612 Konferenzteilnehmer am sechsten „Hamburg Summit“ teil.
2016
Der siebte „Hamburg Summit“ fand am 23. und 24. November 2016 in der Handelskammer Hamburg statt. Es nahmen mit Liu Yandong, Vize-Premierministerin der Volksrepublik China, Bundesaußenminister Frank-Walter Steinmeier sowie dem Vizepräsidenten der Europäischen Kommission, Jyrki Katainen, erneut hochrangige Regierungsvertreter neben rund 560 Teilnehmern aus 14 Nationen an der Konferenz teil.
2018
Der achte „Hamburg Summit: China meets Europe“ fand am 26. und 27. November 2018 in der Handelskammer Hamburg statt. Teilnehmer waren unter anderem Liu He, Vizeministerpräsident der Volksrepublik China, Margrethe Vestager, EU-Kommissarin für Wettbewerb und Bundesverkehrsminister Andreas Scheuer.

## Inhalte
Der „Hamburg Summit“ bringt Führungskräfte aus Politik, Wirtschaft und Wissenschaft zusammen, die gemeinsam über aktuelle Themen und Herausforderungen des chinesisch-europäischen Wirtschaftsdialogs diskutieren sollen. Gerade in Zeiten der weltweiten Wirtschaftskrise, die unmittelbar nach dem „Hamburg Summit“ 2008 ausbrach, oder der gegenwärtigen Staatsschuldenkrise werden Foren wie der „Hamburg Summit“ benötigt, um den Dialog mit China auf politisch neutraler Ebene aufrechtzuerhalten und zu intensivieren.
Wiederkehrende Themen auf dem „Hamburg Summit“ sind die Rolle Chinas und Europas in der Weltwirtschaft, die Handelsbeziehungen zwischen China und der EU, bilaterale Investitionen zwischen der EU sowie Fragen der Nachhaltigkeit und des Umweltschutzes. Dabei geht es nicht nur um die großen theoretischen Fragen, sondern auch aufgrund der Vielzahl an Praktikern aus der Wirtschaft auch oft um konkrete Lösungen wie z. B. die „Smart City“-Konzepte.
Im Rahmen des „Hamburg Summit“ werden zwei Auszeichnungen verliehen. Der „China-Europe Friendship Award“, der 2014 an den ältesten Co-Host und Partner, die China Federation of Industrial Economics (CFIE) verliehen wurde und mit dem 2016 Gerhard Schröder, Bundeskanzler a. D. und Honorary Chairman des „Hamburg Summit“, ausgezeichnet wurde. Den „China-Europe Sustainability Award“ erhielt 2014 Rainer Feurer, Leiter Konzernstrategie und -planung, Umwelt der BMW Group die Auszeichnung: Der Automobilhersteller hat in der Volksrepublik neue Standards für die nachhaltige Produktion gesetzt. 2016 wurde die Chint Group mit dem „China Europe Sustainability Award“ ausgezeichnet.
Bereits seit 2004 existiert eine enge Zusammenarbeit mit der China Federation of Industrial Economics (CFIE), die als Co-Host fungiert und hochrangige Wirtschaftsdelegationen nach Hamburg bringt. Seit 2010 existiert eine enge Zusammenarbeit auch mit der China Association of Trade in Services (CATIS).

## Bisherige Redner
Vertreter der Volksrepublik China
- 2004: Zeng Peiyan, damaliger stellvertretender Ministerpräsident
- 2006: Wen Jiabao, damaliger Ministerpräsident
- 2008: Zhang Dejiang, damaliger stellvertretender Ministerpräsident
- 2010: Ma Kai, damaliger Generalsekretär des Staatsrates
- 2012: Wan Gang, Vize-Vorsitzender der 11. Politische Konsultativkonferenz des chinesischen Volkes, Minister für Wissenschaft und Technologie der VR China
- 2016: Liu Yandong, stellv. Ministerpräsidentin
- 2014: Li Keqiang, Ministerpräsident

Vertreter der Europäischen Union
- 2008: László Kovács, damaliger Kommissar für Steuer- und Zollfragen, Europäische Kommission
- 2010: Joaquín Almunia, Vize-Präsident der Europäischen Kommission
- 2012: Karel De Gucht, Handelskommissar, Europäische Kommission
- 2012: Georgios Papastamkos, Vizepräsident, Europäisches Parlament
- 2012: Elmar Brok, Vorsitzender, Auswärtiger Ausschuss, Europäisches Parlament
- 2014: Martin Schulz, Präsident, Europäisches Parlament
- 2016: Jyrki Katainen, Vizepräsident, Europäische Kommission

Vertreter der deutschen Bundesregierung:
- 2006: Michael Glos, damaliger Wirtschaftsminister
- 2008: Frank-Walter Steinmeier, Außenminister und damaliger Vizekanzler
- 2010: Guido Westerwelle, damaliger Außenminister und Vizekanzler
- 2012: Annette Schavan, damalige Bundesministerin für Bildung und Forschung
- 2014 und 2016: Frank-Walter Steinmeier, Außenminister

Vertreter anderer Regierungen:
- 2004, 2006, 2008: Lee Kuan Yew, Minister Mentor, Republik Singapur (via Satellit)
- 2008: Robert Hawke AC, ehemaliger australischer Premierminister
- 2008: Anne Marie Idrac, damalige französische Staatssekretärin im Wirtschafts- und Industrieministerium
- 2008: Skeikha Lubna al-Qasimi, Außenhandelsministerin der Vereinigten Arabischen Emirate
- 2010: Lord Heseltine CH, ehemaliger stellvertretender englischer Premierminister
- 2012: Henry Kissinger, ehemaliger US-Außenminister und Friedensnobelpreisträger
- 2014: Xavier Bettel, Premierminister, Luxemburg
- 2014: Kevin Rudd, ehemaliger australischer Premierminister

Wirtschaftsvertreter:
- Lutz Bethge, Managing Director, Montblanc International
- Martin Brudermüller, stv. Vorstandsvorsitzender, BASF SE; China-Sprecher des Asien-Pazifik-Ausschuss der Deutschen Wirtschaft
- Victor Chu, Chairman, First Eastern Investment Group
- Thomas Enders, Chief Executive Officer, EADS
- Jürgen Fitschen, Co-Vorstandsvorsitzender, Deutsche Bank AG; Vorsitzender, Ostasiatischer Verein e.V.
- Guo Guangchang, Executive Director & Chairman of the Board, Fosun Group
- He Dongdong, Vize-Präsident, Sany Heavy Industries Co., Ltd.
- Axel C. Heitmann, ehemaliger Vorstandsvorsitzender, LANXESS AG
- Peter Löscher, Vorsitzender, Asien-Pazifik-Ausschuss der deutschen Wirtschaft; Vorstandsvorsitzender, Siemens AG
- Hubertus Troska, Board Member of Daimler AG; Chairman & CEO, Daimler Greater China Ltd.,
- Lu Jianzhong, Präsident, Shanghai Zhenhua Heavy Industries Co., Ltd (ZPMC)
- Capt. Xu Lirong, Direktor und Präsident, China Shipping (Group) Company
- Dahai Yu, Vorstandsmitglied, Evonik Industries AG
- Xu Lejiang, Vorsitzender, Baosteel Group Corporation
- Yang Yuanqing, Vorstandsvorsitzender, Lenovo Group Ltd.
- Zhang Jianwei, Executive Director & President, SINOTRANS Ltd.
- Song Hailiang, Vice President, China Communications Construction Company Ltd.; Chairman, Shanghai Zhenhua Heavy Industries Co. Ltd. (ZPMC)
- Li Yunpeng, Director of Board and President, China Ocean Shipping (Group) Company (COSCO)
- Zhou Zhongshu, Chairman, Minmetals Corporation
- Zhang Xiaogang PhD, President, Ansteel Group Corporation

Vertreter von Institutionen:
- Vítor Constâncio und Lucas D. Papademos, Vize-Präsidenten der Europäischen Zentralbank
- Peter Praet, Chefvolkswirt, Europäische Zentralbank
- Li Dongrong, stellv. Gouverneur, People’s Bank of China
- Christine Loh, Chief Executive Officer, Civic Exchange
- Philippe Maystadt und Werner Hoyer, Präsidenten der Europäischen Investitionsbank
- Mario Monti, Präsident, Bocconi University, und früherer EU-Kommissar
- Xu Kuangdi, stellv. Vorsitzender, 10. Politische Konsultativkonferenz des chinesischen Volkes; Vorsitzender, China Federation of Industrial Economics (CFIE)
- Wei Jiafu, Vorsitzender, China Association of Trade in Services (CATIS); President und Chief Executive Officer, COSCO Group
- Dr. Zhang Xuechun, Chief Representative, Frankfurt Representative Office, People’s Bank of China
- Gilles Noblet, Deputy Director General, International & European Relations, European Central Bank